# Timo Schlieck
Timo Schlieck (Oelde, 2 maart 2006) is een Duits voetballer die in het seizoen 2024/25 door RB Leipzig wordt uitgeleend aan RSC Anderlecht. Zijn positie is doelman.

## Clubcarrière
Schliek begon zijn jeugdopleiding bij SpVgg Oelde, de club waar zijn vader Thomas nog voetbalde. Hij speelde later ook bij de jeugd van Arminia Bielefeld, Borussia Dortmund en RB Leipzig. Met de U19 van RB Leipzig speelde hij zeven wedstrijden in de UEFA Youth League, verspreid over de seizoenen 2022/23 en 2023/24. In maart 2024 kondigde RB Leipzig aan dat Schlieck een profcontract tot 2027 had ondertekend bij de club.
In juni 2024 werd Schlieck voor een seizoen uitgeleend aan de Belgische recordkampioen RSC Anderlecht, met de bedoeling om hem in te zetten bij de RSCA Futures, het beloftenelftal bij de club in Eerste klasse B. Op 24 augustus 2024 maakte hij er zijn profdebuut: op de tweede competitiespeeldag liet trainer Jelle Coen hem starten tegen Patro Eisden Maasmechelen, een wedstrijd die de RSCA Futures met 3-1 verloren.

## Clubstatistieken
| Seizoen         | Club            | Land               | Competitie      | Competitie | Competitie | Beker | Beker | Supercup | Supercup | Europees | Europees | Totaal | Totaal |
| Seizoen         | Club            | Land               | Competitie      | Wed.       | Dlp.       | Wed.  | Dlp.  | Wed.     | Dlp.     | Wed.     | Dlp.     | Wed.   | Dlp.   |
| --------------- | --------------- | ------------------ | --------------- | ---------- | ---------- | ----- | ----- | -------- | -------- | -------- | -------- | ------ | ------ |
| 2024/25         | RB Leipzig      | Vlag van Duitsland | Bundesliga      | 0          | 0          | 0     | 0     | —        | —        | 0        | 0        | 1      | 0      |
| 2024/25         | → RSCA Futures  | Vlag van België    | Eerste klasse B | 1          | 0          | —     | —     | —        | —        | —        | —        | 1      | 0      |
| Carrière totaal | Carrière totaal | Carrière totaal    | Carrière totaal | 1          | 0          | 0     | 0     | 0        | 0        | 0        | 0        | 1      | 0      |

Bijgewerkt op 25 augustus 2024.

## Interlandcarrière
Schlieck debuteerde in 2021 als Duits jeugdinternational.

## Privé
- De vader van Timo, Patrick Schlieck, werd in 2020 aangesteld als verantwoordelijke van de keepersafdelingen van alle voetbalclubs uit het Red Bull-netwerk.[1]

28 Sternal ·
43 Vervloet ·
45 Kana ·
49 Onia Seke ·
50 Barry ·
57 Sylla ·
58 Flies ·
59 Vergeylen ·
62 Vroninks ·
63 Vanhoutte ·
65 Wola-Wetshay ·
66 Haentjens ·
68 Dacosta ·
71 Engwanda ·
80 Decorte ·
82 Ntanda ·
86 Gijsbers ·
Djondo ·
Putu Matadi ·
Coach: Coen